# Mura di Roccatederighi
Le mura di Roccatederighi costituiscono il sistema difensivo dell'omonimo borgo del territorio comunale di Roccastrada.

## Storia
Una primitiva cinta muraria fu costruita già nel corso del X secolo a delimitare la rocca che vi sorgeva all'epoca.
Durante i secoli successivi, vi fu una continua espansione dell'insediamento, fino a raggiungere le attuali dimensioni tra il Duecento e il Trecento. Di conseguenza, proprio in questo periodo, vi fu la modifica del tracciato e dell'impianto delle mura, i cui lavori si conclusero quando l'intero borgo venne completamente racchiuso dal perimetro murario.
La cinta muraria così riqualificata subì gravi distruzioni a metà Cinquecento, quando numerose località della zona furono assediate dalle truppe granducali di Cosimo I de' Medici nel corso della guerra contro la Repubblica di Siena.
Il conseguente passaggio di Roccatederighi nel Granducato di Toscana portò alla ristrutturazione parziale dell'antico borgo.

## Descrizione
Le mura di Roccatederighi delimitano soltanto parzialmente il borgo di origini medievali.
La cinta muraria conserva soltanto alcuni tratti rivestiti in pietra. Gran parte delle strutture e dell'impianto originario sono stati incorporati in edifici abitativi, mentre le parti più ripide ed inaccessibili del poggio presentavano alcune soluzioni di continuità al sistema difensivo già in epoca medievale.
Nella parte sommitale, le mura raggiungono ed inglobano il complesso dell'imponente Rocca Norsina (antica denominazione altomedievale), con l'attigua torre dell'Orologio che, seppur ristrutturate, costituiscono la parte più antica del centro storico. L'accesso al borgo avviene attraverso una delle due porte ad arco tondo.
Delle antiche torri di guardia lungo la cortina muraria, rimane traccia di una sola casa-torre, notevolmente modificata da varie ristrutturazioni.